# Hans Alleman
Hans Alleman (Dordrecht, 11 maart 1937 – Zwolle, 3 oktober 1998) was een Nederlands voetbalspeler en voetbaltrainer. Alleman, een aanvaller, heeft onder contract gestaan bij EBOH, Heerenveen en Zeist. Hij werkte als sportinstructeur in het leger. Als trainer debuteerde hij in april 1960 bij ONA in het betaald voetbal. Vervolgens emigreerde hij naar Australië en werd toen hij terugkeerde naar Nederland een jaar geschorst, omdat hij in een 'wilde' (door de FIFA uitgesloten) bond had gespeeld. Daarna heeft hij onder andere NOAD, PEC, Eindhoven, SC Amersfoort en FC Dordrecht onder zijn hoede gehad. Nadat hij in het voorjaar van 1983 werd ontslagen door SC Veendam heeft hij alleen nog een afdelingsclub getraind. Wel was hij nog enige tijd coach van hockeyclub Tempo '41. Hij overleed in 1998 in zijn woonplaats Zwolle aan de gevolgen van een inwendige bloeding.

## Carrièrestatistieken
| Seizoen         | Club            | Land            | Competitie       | Competitie | Competitie | Beker | Beker | Internationaal | Internationaal | Overig | Overig | Totaal | Totaal |
| Seizoen         | Club            | Land            | Competitie       | Wed.       | Dlp.       | Wed.  | Dlp.  | Wed.           | Dlp.           | Wed.   | Dlp.   | Wed.   | Dlp.   |
| --------------- | --------------- | --------------- | ---------------- | ---------- | ---------- | ----- | ----- | -------------- | -------------- | ------ | ------ | ------ | ------ |
| 1955/56         | EBOH            | Nederland       | Hoofdklasse A    | –          | 0          | –     | –     | 0              | 0              | 0      | 0      | –      | 0      |
| 1956/57         | EBOH            | Nederland       | Eerste divisie B | 1          | 0          | –     | 0     | 0              | 0              | 0      | 0      | –      | 0      |
| 1957/58         | Heerenveen      | Nederland       | Tweede divisie B | 17         | 8          | 1     | 0     | 0              | 0              | 0      | 0      | 18     | 8      |
| 1958/59         | Zeist           | Nederland       | Tweede divisie A | 12         | 5          | –     | 0     | 0              | 0              | 0      | 0      | 12     | 5      |
| Carrière totaal | Carrière totaal | Carrière totaal | Carrière totaal  | –          | 13         | –     | 0     | 0              | 0              | 0      | 0      | –      | 13     |